# Prison d'Insein
La Prison d'Insein  est une prison située dans la Région de Yangon, au nord-ouest de Rangoun, l'ancienne capitale de la Birmanie (République de l'Union du Myanmar). Construite sous l’ancien Empire colonial britannique[Quand ?], elle est principalement utilisée par le Conseil d'État pour la Paix et le Développement pour détenir les opposants au régime.

## Conditions de détention
Les conditions de détention dégradantes ainsi que des pratiques inhumaines, incluant l'usage de torture physique et mentales, ont été maintes fois dénoncées par des organisations non-gouvernementales. Le 2 mai 2008, une mutinerie y a fait 36 morts. 

## Détenus notables
Les indépendantistes birmans U Nu, Ba Maw, Thakin Soe et Thakin Than Tun y ont été enfermés par les britanniques en 1940. Les deux derniers y rédigèrent en juin 1941 le « Manifeste d'Insein », qui désigne le fascisme mondial comme l'ennemi principal et repousse le combat pour la libération nationale après sa défaite (c'est-à-dire après la fin de la Seconde Guerre mondiale). L'ancien premier ministre U Saw y fut pendu le 8 mai 1948 pour son rôle dans l'assassinat d'Aung San.
Parmi les prisonniers plus récents, on compte notamment le journaliste Win Tin,, le poète Tin Moe, l'ancien ministre Khin Nyunt et la lauréate du Prix Nobel de la paix Aung San Suu Kyi.
L'univers de la prison d'Insein est évoqué dans le livre « La Cage aux lézards » de Karen Connelly, paru en 2007.